# Lagtingsvalget 1916
Lagtingsvalget på Færøerne 1916 blev afholdt 28. februar 1916 - der var kun valg i den sydlige del af landet. Sjálvstýrisflokkurin gik 4,5% frem og vandt et mandat fra Sambandsflokkurin, mens en uafhængig kandidat for først gang siden 1906 blev valgt. Sambandsflokkurin tabte således to mandater og havde ikke længere flertal i tinget. Valget var det sidste uden afstemning i hele landet.

## Resultater
| Parti                 | Stemmer | Mandater i Lagtinget | Ændring fra 1914 (mandater) | Ændring fra 1914 (%) |
| --------------------- | ------- | -------------------- | --------------------------- | -------------------- |
| Sambandsflokkurin     | 37,9 %  | 10                   | -2                          | -14,9                |
| Sjálvstýrisflokkurin  | 51,7 %  | 9                    | +1                          | 4,5                  |
| Uafhængige kandidater | 10,4 %  | 1                    | +1                          | 10,4                 |

Bemærk valgordningen som kunne (som i 1916-valget) give mandatfordeling der ikke svarede til stemmerne.

## Eksterne Henvisninger
- Hagstova Føroya — Íbúgvaviðurskifti og val (Færøysk statistik)